# Lâm Hạ (huyện)

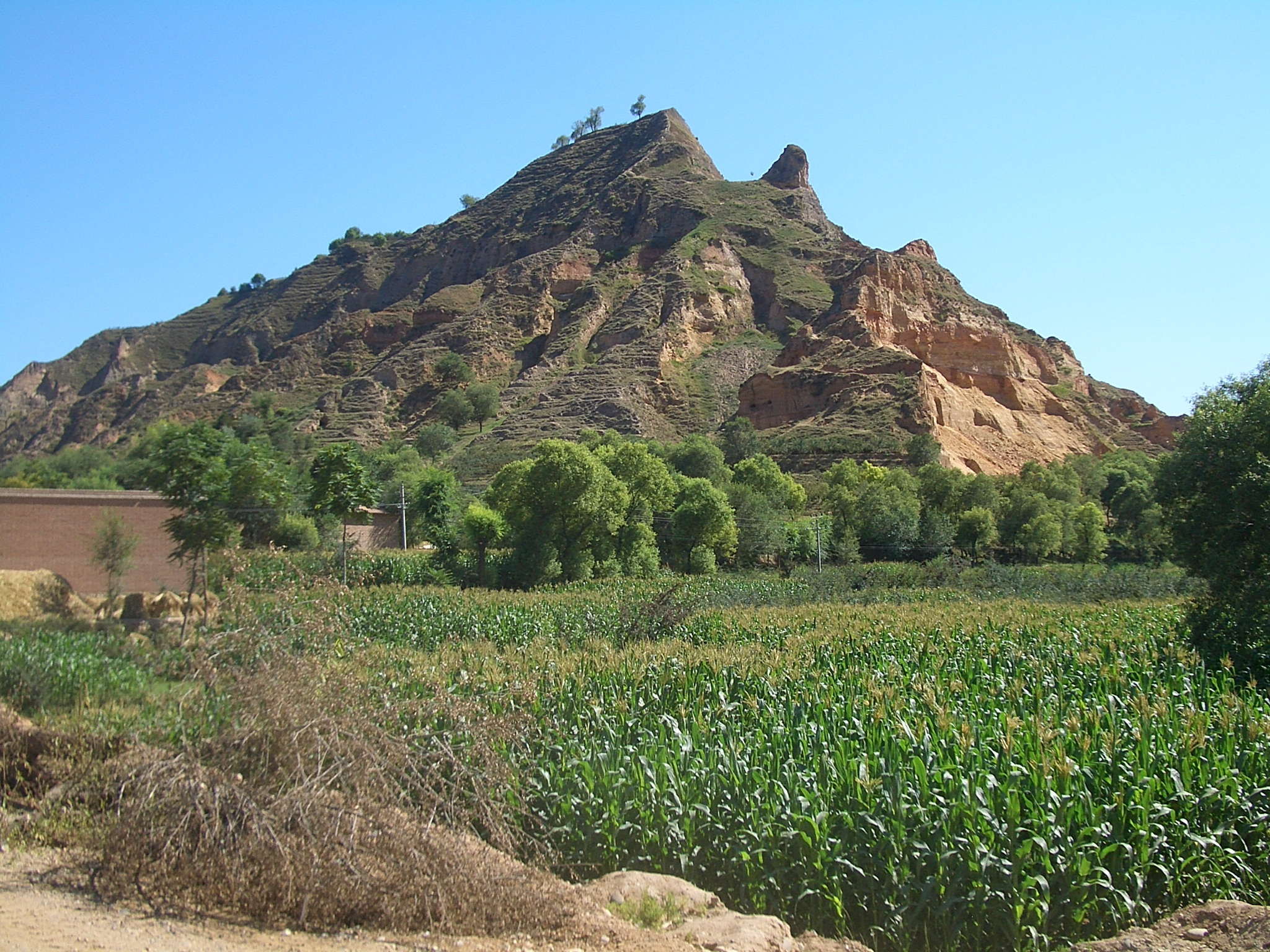
Đồi Lâm Hạ

Lâm Hạ (chữ Hán phồn thể:臨夏縣, chữ Hán giản thể: 临夏县, Tiểu nhi kinh: ‌لٍ‌ثِيَا ثِيًا) là một huyện thuộc châu tự trị dân tộc Hồi Lâm Hạ, tỉnh Cam Túc, Cộng hòa Nhân dân Trung Hoa. Huyện này có diện tích 1212 km², dân số năm 2004 là 380.000 người, mã số bưu chính là 731800. Huyện lỵ đóng ở trấn Hàn Tập. Về mặt hành chính, huyện Lâm Hạ được chia thành 2 trấn, 25 hương.
- Trấn: Hà Tập và Thổ Kiều.
- Hương: Dinh Than, Chưởng Tử Câu, Ma Ni Tự Câu, Mã Tập, Mạc Nê Câu, Điêu Kỳ, Duẫn Tập, Thiết Trại, Mạn Lộ, Du Lâm, Tỉnh Câu, Bắc 塬, Tam Giác, Pha Đầu, Kiều Tự, Tiên Phong, Hà Tây, An Gia Pha, Nam 塬, Liên Hoa, Hồng Đài, Tân Tập, Hoàng Nê Cảng, Lộ Bàn và Dân Chủ